# Landwehr (gemeente)
Landwehr is een dorp en voormalige gemeente in de Duitse deelstaat Nedersaksen. De gemeente maakte deel uit van de Samtgemeinde Freden (Leine) in het Landkreis Hildesheim. Landwehr werd per 1 november 2016 gevoegd bij de gemeente Freden. Het telt  inwoners.
- Gemeinsame Normdatei: 4289418-9
- International Standard Name Identifier: 0000 0001 1457 3473
- Library of Congress Control Number: n95094242
- Système universitaire de documentation: 261913646
- Virtual International Authority File: 159073487

Adenstedt ·
Alfeld (Leine) ·
Algermissen ·
Almstedt ·
Bad Salzdetfurth ·
Banteln ·
Betheln ·
Bockenem ·
Brüggen ·
Coppengrave ·
Despetal ·
Diekholzen ·
Duingen ·
Eberholzen ·
Eime ·
Elze ·
Everode ·
Freden (Leine) ·
Giesen ·
Gronau (Leine) ·
Harbarnsen ·
Harsum ·
Hildesheim ·
Holle ·
Hoyershausen ·
Lamspringe ·
Landwehr ·
Marienhagen ·
Neuhof ·
Nordstemmen ·
Rheden ·
Sarstedt ·
Schellerten ·
Sehlem ·
Sibbesse ·
Söhlde ·
Weenzen ·
Westfeld ·
Winzenburg ·
Woltershausen